# Сайко Людмила Михайлівна
Людмила Михайлівна Сайко (нар. 1 березня 1951, селище Олевськ, тепер місто Олевського району Житомирської області) — українська радянська діячка, вчитель Радовельської середньої школи Олевського району Житомирської області. Депутат Верховної Ради УРСР 10—11-го скликань.

## Біографія
Освіта вища. Закінчила Львівський державний університет імені Івана Франка.
З 1974 року — вчитель хімії Радовельської середньої школи Олевського району Житомирської області.
Потім — на пенсії в селі Радовель Олевського району Житомирської області.

## Нагороди
- орден Трудової Слави III ст.
- медалі
- значок «Відмінник народної освіти Української РСР»